# Atanazy (Sienkiewicz)

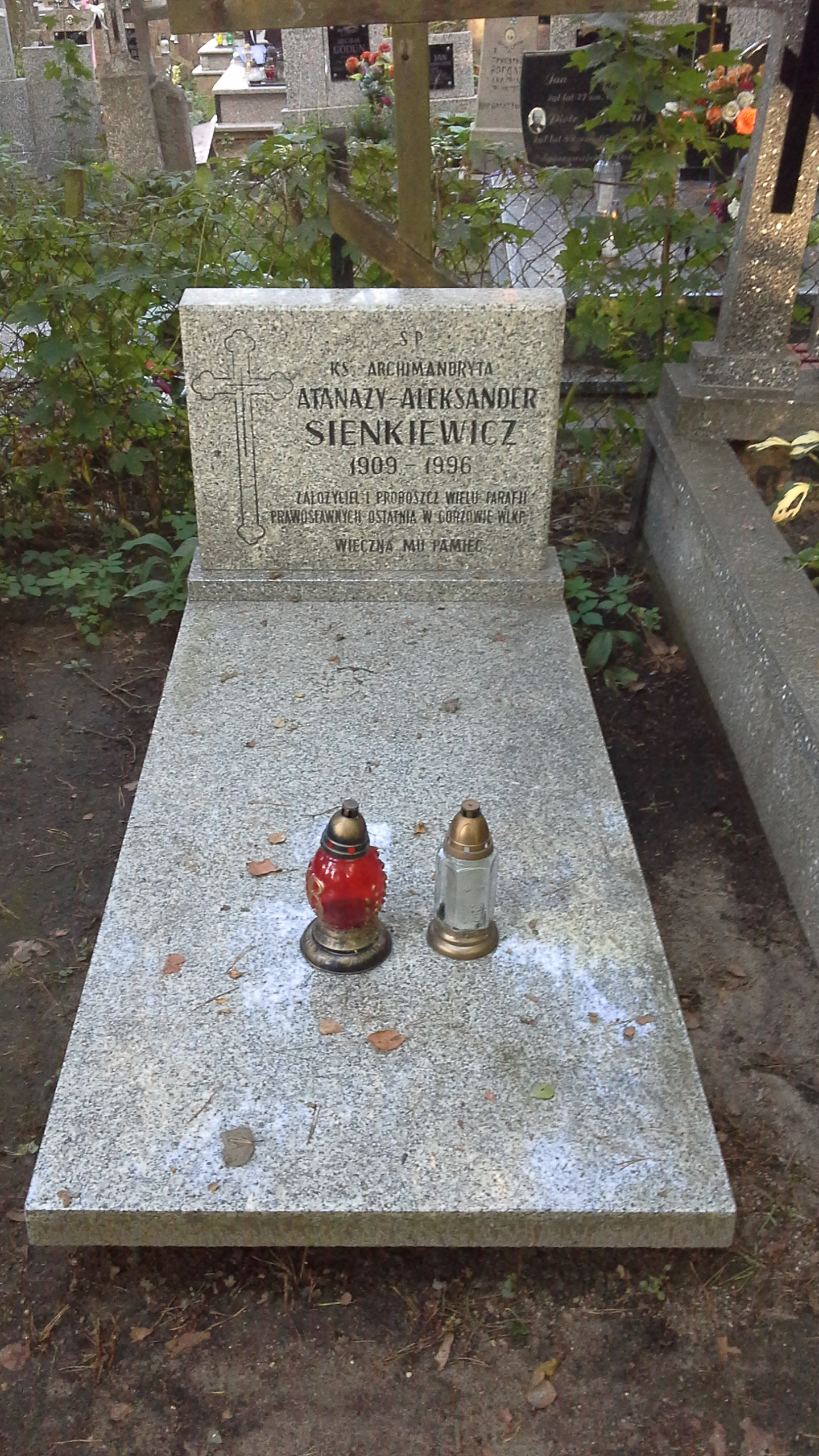
Grób duchownego na Grabarce

Atanazy, imię świeckie Aleksander Sienkiewicz (ur. 30 sierpnia 1909 w Wolnej, zm. 1996 w Gorzowie Wielkopolskim) – polski mnich prawosławny pochodzenia białoruskiego, jeden z organizatorów parafii prawosławnych na terenie diecezji wrocławsko-szczecińskiej.

## Życiorys
W 1948 został wyświęcony na diakona, zaś w 1950 – na kapłana. Został wówczas hieromnichem, życie zakonne rozpoczynał najprawdopodobniej w monasterze w Jabłecznej. Pierwszymi placówkami duszpasterskimi, w których działał, były parafie Zabłociu oraz Kodniu. Od 1952 służył na zachodnich Ziemiach Odzyskanych, będąc jednym z organizatorów sieci parafialnej diecezji wrocławsko-szczecińskiej Polskiego Autokefalicznego Kościoła Prawosławnego.
Służył kolejno w parafiach w Lesznie Górnym (1958–1959), Malczycach (1959–1960), Kożuchowie (1960–1962), Szczecinku (1962). W 1960 obsługiwał również filialną cerkiew w Lipinach.
Od jesieni 1962 organizował prawosławną parafię w Gorzowie Wielkopolskim. Kierował pracami, w czasie których zaadaptowano dawny budynek mieszkalny na cerkiew parafialną. W Wielkanoc 1963 odprawił pierwszą Świętą Liturgię w Gorzowie. Proboszczem parafii w Gorzowie pozostawał do 1984, gdy zastąpił go ks. Bazyli Michalczuk. On też kierował budową nowej cerkwi parafialnej, gdyż rozbudowa miasta zmusiła prawosławnych do opuszczenia dotąd zajmowanego budynku. 21 października 1995, w czasie ceremonii poświęcenia nowej świątyni, otrzymał godność archimandryty z rąk metropolity warszawskiego i całej Polski Bazylego. W styczniu 1996 przeszedł udar mózgu i krótko potem zmarł. Został pochowany na cmentarzu monasterskim na Grabarce.